# Ґрете Розенберґ
Ґрете Розенберґ (нім. Grete Rosenberg, 7 жовтня 1896 — 5 лютого 1979) — німецька плавчиня.
Срібна медалістка Олімпійських Ігор 1912 року.